# Minotauro
Minotauro ist eine Oper in zehn Bildern von Silvia Colasanti (Musik) mit einem Libretto von René de Ceccatty und Giorgio Ferrara nach der Ballade Minotaurus von Friedrich Dürrenmatt aus dem Jahr 1985. Sie wurde am 29. Juni 2018 im Teatro Nuovo Gian Carlo Menotti in Spoleto uraufgeführt.

## Handlung
Die Oper behandelt das Schicksal des Minotauros, eines mythischen kretischen Ungeheuers, das als Sohn der Pasiphae und eines Stieres selbst halb Mensch und halb Stier war. Er wurde zu einem Leben in dem von Daidalos erbauten Labyrinth von Knossos verdammt. Alle neun Jahre müssen ihm die von den Kretern besiegten Athener sieben Jünglinge und sieben Jungfrauen opfern.
In Dürrenmatts Erzählung und der darauf basierenden Oper bestehen die Wände des Labyrinths aus Glas, sodass sich der Minotauros von unzähligen Spiegelbildern seiner selbst umgeben sieht. Er kann die Wirklichkeit nicht von seinen Träumen unterscheiden. Auf einmal erblickt er zwischen den Bildern ein fremdes Wesen, eine junge Frau, die ängstlich im Labyrinth umherirrt. Der Minotauros nähert sich ihr fasziniert, betrachtet sie, tanzt um sie herum und spielt mit ihr, bis er sie unabsichtlich tötet. Ein Schwarm Vögel senkt sich neben ihm herab. Sie beklagen sich, dass er ihnen so wenig Nahrung übrig gelassen habe – nur einige Hautfetzen und ein paar Tropfen Blut. Der Minotauros fleht sie an, ihm den Schlaf des Vergessens zu schenken. Jetzt erscheint ein weiteres Wesen, ähnlich wie das Mädchen zuvor, aber doch anders. Der Minotauros freut sich, nicht mehr allein zu sein. Er umtanzt den Mann. Der spielt mit, stößt dem Minotauros dann aber sein Schwert in die Brust. Der Minotauros ist nicht schwer verletzt. Er versteht nicht, was mit ihm passiert, beginnt, an der Freundschaft des Mannes zu zweifeln, greift ihn an und tötet ihn schließlich ebenfalls. Jetzt erscheinen weitere Jünglinge und Mädchen, die sich umschauen, den Minotauros umkreisen und sich vor ihm erniedrigen. Dem Minotauros ist nun jedoch nicht mehr an Freundschaft gelegen. Er tötet einen nach dem anderen. Erneut senken sich die Vögel herab. Sie richten ihre Klage an den Mond.
Der Minotauros ist wieder allein mit seinem Spiegelbild, das keine Antworten auf seine Fragen gibt. Er denkt über seine eigene Menschlichkeit nach. Zuvor war er lediglich ein „Abgrund aus Hunger“, jetzt fühlt er sich wie ein „Fluss, ein Gewitter aus Worten“. Erneut kommt ein Mädchen ins Labyrinth. Es ist Arianna. Sie hat sich den Rückweg mit einem roten Faden markiert und sucht nach den anderen jungen Leuten, denen sie Rettung verheißen will. Sie selbst sei das letzte Opfer, ganz gleich, ob sie umkomme oder siege. Ihr Freund Teseo werde ihr mit Hilfe des Fadens folgen. Sie umschmeichelt den Minotauros und erklärt ihm, dass sie seine Schwester sei, eine Tochter seiner Mutter Pasiphae und des kretischen Königs Minos. Der Minotauros erblickt einen zweiten Minotauros, der sich erst wie sein Spiegelbild verhält, aber doch eine andere Person ist – Teseo mit einer Stiermaske. Die beiden umtanzen einander. Arianna und Teseo versprechen dem Minotauros einen Ausweg aus dem Labyrinth und eine neue Welt ohne Hass oder Blut. Nachdem sie sein Vertrauen gewonnen haben, nimmt Teseo seine Maske ab und tötet den Minotauros mit seinem Dolch. Der Chor der Vögel kommentiert: Nur die Sterne, die Sonne oder der Mond können die Einsamkeit und die Ängste des Minotauros verstehen.

## Werkgeschichte
Das Libretto von Silvia Colasantis Oper Minotauro stammt von René de Ceccatty und Giorgio Ferrara. Es basiert auf der Ballade Minotaurus von Friedrich Dürrenmatt. Die Oper ist ein Auftragswerk des Spoleto Festivals, das in den vorangegangenen Jahren schon andere Werke der Komponistin gezeigt hatte. Der Minotauro ist als erster Teil einer Trilogie konzipiert. Der zweite Teil, Proserpine, wurde 2019 am selben Ort aufgeführt. Als dritter Teil folgten 2020 die drei Monodramen Arianna, Fedra, Didone.
Die Uraufführung des Minotauro fand am 29. Juni 2018 zum Auftakt des Spoleto Festivals im Teatro Nuovo Gian Carlo Menotti unter der Leitung des Dirigenten Jonathan Webb statt. Für Regie und Bühne war Giorgio Ferrara zuständig, für die Kostüme Vincent Darré und für das Lichtdesign Fiammetta Baldiserri. Die Solisten waren Gianluca Margheri (Minotauro), Benedetta Torre (Arianna) und Matteo Falcier (Teseo). Außerdem wirkten das Orchestra Giovanile Italiana und ein „International Opera Choir“ mit.
Die Aufführung war erfolgreich und wurde mit überzeugtem warmem Applaus bedacht. Ein Mitschnitt wurde 2020 vom Fernsehsender Rai 5 gezeigt und im Internet bereitgestellt.

## Gestaltung
Nach Aussage der Komponistin Silvia Colasanti wird in der Oper „aus dem Mythos eines Ungeheuers ein ‚menschliches‘ Drama, das Drama eines Wesens, das mit sich selbst umgeht, genaugenommen mit einer unendlichen Anzahl seiner selbst, die von den Spiegelwänden des Labyrinths reflektiert werden.“ Teseo und Arianna sind Eindringlinge in seine Welt, die ihm Freundschaft vorheucheln. Ähnlich wie die Titelfigur in Benjamin Brittens Peter Grimes werden der aus der Gesellschaft ausgegrenzte Minotauros zum Opfer und die sich für normal haltenden Menschen zu Tätern. Zusätzlich zu den drei Protagonisten übernimmt ein „Chor der Vögel“ die kommentierende Funktion eines griechischen Chores und fungiert zugleich als „Todesomen“. Er singt auch das von Glocken begleitete Klagegebet am Ende der Oper. Das Orchester ist an einigen Wendepunkten der Handlung ebenfalls handlungstragend. Szenisch wird das unausweichliche Schicksal des Minotauros vom Mond und von der Sonne begleitet.
Ein weiteres wichtiges Thema ist die Entwicklung des Bewusstseins des Minotauros. Zu Beginn sieht er die Welt wie in einem Traum und hält die Welt lediglich für einen Spiegel seiner Selbst. Erst des Eindringen der Menschen lässt ihn an dieser Auffassung zweifeln. Durch den Wechsel von narrativen und monologischen Abschnitten entsteht eine Art „innerer Dialog“, der an die Prosatexte Franz Kafkas erinnert. Die Musik wirkt dem Rezensenten des Giornale della musica zufolge ebenfalls oft traumartig. Es gebe „dickflüssige“ Ruhepunkte sowie ostinat wiederholte Rhythmen. Er bemerkte Anspielungen an die antiken Tonmodi, den „recitar cantando“ (den rezitierenden Gesang des frühen Barocks), die Madrigale des 16. und 17. Jahrhunderts, die „extreme Romantik“ und den Stil des 20. Jahrhunderts. Die sei aber nicht als „neo-irgendetwas“ oder „post-irgendetwas“ zu verstehen, sondern Ausdruck eines sehr variablen Kompositionsstils, der äußerst genau auf die verschiedenen Situationen reagiere. Die Musik basiert im Wesentlichen auf „Mikrothemen“ in Solopassagen der Violine, aber es gibt auch einige gewaltsame Ausbrüche, die an die Werke von Edgar Varèse oder Goffredo Petrassi erinnern. Das Werk endet mit einer anachronistisch wirkenden plagalen Kadenz auf einem reinen d-Moll-Dreiklang.

## Aufnahmen
- 2018 – Jonathan Webb (Dirigent), Giorgio Ferrara (Regie und Bühne), Vincent Darré (Kostüme), Fiammetta Baldiserri (Licht), Orchestra Giovanile Italiana, International Opera Choir.
 Gianluca Margheri (Minotauro), Benedetta Torre (Arianna), Matteo Falcier (Teseo).
 Video; live vom Spoleto Festival aus dem Teatro Nuovo Gian Carlo Menotti di Spoleto.
 Fernsehübertragung auf Rai 5.[7]